# 133744 Dellagiustina
133744 Dellagiustina este o planetă minoră (asteroid), cu un diametru de 2,951 km, din centura de asteroizi. A fost descoperită pe 16 noiembrie 2003 la Catalina Station⁠(d) de Catalina Sky Survey. 
Obiectul prezintă o orbită caracterizată de o semiaxă mare de 2,6151804747939 UAi, o excentricitate de 0,18, o înclinație de 11,3 ° în raport cu ecliptica.